# القناة العاشرة الإسرائيلية
قناة 10 (بالعبرية: ערוץ 10 ، عروتس عيسر) كانت تعرف سابقا باسم إسرائيل 10 (بالعبرية: ישראל 10، يِسرائِل عيسر) هي قناة تلفزيونية إسرائيلية تجارية إخبارية، مرخصة في إسرائيل. تعمل تحت رعاية هيئة الإذاعة الإسرائيلية الثانية (SBA) .
تعتبر من أهم القنوات الإسرائيلية الاخبارية.

## روابط خارجية
- الموقع الرسمي
- البث المباشر للقناة.